# United Alkali Company
La United Alkali Company fue una empresa británica del sector químico que estuvo operativa entre 1890 y 1926. Nació a partir de la fusión de 48 compañías menores que operaban en todo el territorio británico, siendo en su momento la mayor corporación química del mundo. Llegó a tener, asimismo, una importante actividad minera en España. En 1926 se fusionó con otras empresas del sector, unión de la cual nació la Imperial Chemical Industries.

## Historia
La compañía fue creada en 1890 a partir de la fusión de 48 compañías menores con presencia en todo el Reino Unido, de la cual nació una soecidad que contaba con una red de plantas químicas y una plantilla de 12.000 trabajadores. Entre sus fundadores se encontraban figuras como el industrial escocés Charles Tennant, que también era propietario de la Tharsis Sulphur and Copper Company Limited. En su momento la United Alkali Company constituyó la mayor corporación química del mundo. Sin embargo, al mismo tiempo tenía un serio problema, pues la mayor parte de sus instalaciones industriales estaban obsoletas y afrontaban una dura competencia con el mercado internacional, en especial de Estados Unidos. Esta circunstancia a la larga mermó la producción y la cuota de negocio.
La necesidad de asegurar el acceso a fuentes de materias primas llevaría a la United Alkali Company a hacerse con la propiedad de varias minas en España a comienzo del siglo XX. Para esa época la empresa sostenía una competencia con la industria química nortamericana, con una creciente producción y competitividad. A mediados de la década de 1920, tras la creación del gigante alemán IG Farben, la industria química británica acometió un proceso de concentración. En 1926 la United Alkali Company se fusionó con otras tres empresas, dando lugar a la nueva Imperial Chemical Industries (ICI).

## Actividades en España
A comienzos del siglo XX la United Alkali Company realizó una incursión en el sector minero español. Entre 1904 y 1906 adquirió una serie de yacimientos mineros en Huelva muy ligados a la producción de piritas. Estos fueron las minas de Buitrón, Concepción, Poderosa, Sotiel Coronada y Tinto-Santa Rosa. También adquirió el ferrocarril de Buitrón, una línea de vía estrecha que enlazaba con todos estos yacimientos y permitía dar salida al mineral extraído. La United Alkali Company crearía en 1907 una filial española, la Compañía Anónima de Buitrón (CAB), para hacerse cargo de la explotación ferroviaria. Durante los siguientes años las minas exprimentaron una intensa producción destinada al extranjero, situación que se mantuvo hasta el declive que se inició en la década de 1920 debido a la fuerte caída que experimentó el precio internacional del cobre. En 1932 la United Alkali Company traspasó los activos a su antigua filial, la Compañía Anónima de Buitrón, y puso fin a su actividad en España.